# Nils Posse (död 1493)
Nils Jönsson Posse, till Såtenäs och Tun, riksråd 1488 och 1491. Han var son till Jöns Lagepose och Märta Knutsdotter. Kallades väpnare 5 november 1491 då han tillsammans med hustrun Margareta Ivarsdotter skiftade jord. Död senast 1493.

## Biografi
Nils var son till Jöns Lage Posse och hans fru Märta Knutsdotter (Tre Rosor).

### Äktenskap
Gift (1) senast 1472 med Gertrud Matsdotter (yngre släkten Römer), dotter till norske riddaren Mats Jakobsson (yngre släkten Römer), som ännu levde i februari 1482. Gift (2) med Margareta Ivarsdotter, dotter till Iver Juel och Karen Vesteni.

### Barn
I äktenskapet med Gertrud fick Nils tre barn. 
1. (1) Matts
2. (1) Gertrud, gift med Göran Hansson (Stiernsköld, nr 24).
3. (1) Axel Nilsson (Posse), levde ännu 1551 men var död senast 1553.